# Die Blutlinie
Die Blutlinie ist ein Thriller des US-amerikanischen Schriftstellers Cody McFadyen aus dem Jahr 2006. Es handelt sich um den ersten Roman des Autors und die erste Geschichte mit der Protagonistin Smoky Barrett, die später in vier weiteren Werken verwendet wurde. Die Originalausgabe in englischer Sprache erschien 2006 unter dem Titel Shadowman. Die deutsche Übersetzung veröffentlichte der Verlag Bastei Lübbe im selben Jahr. Das Buch ist in Kapitel I – Träume und Schatten sowie Teil II – Träume und Konsequenzen untergliedert.

## Handlung
Smoky Barrett war die Top-Agentin des FBI beim CASMIRC in Los Angeles, bevor die Hölle über ihre Familie hereinbrach und sie durch den extrem sadistischen Gewalttäter Joseph Sands beinahe ums Leben kam. Der Mörder drang in ihr Haus ein und fesselte ihren Mann Matt an einen Sessel, damit dieser zusehen musste, wie Sands Smoky vergewaltigt und ihr eine riesige Narbe mit einem Messer zufügt. Nachdem der Mörder Matt getötet hatte, befreite sich Smoky, um Vergeltung auszuüben. Doch bevor sie ihre Schusswaffe abdrücken konnte, missbrauchte er ihre Tochter Alexa als Schutzschild. Mit einem letzten Kraftakt gelang es der Agentin, ihn zu erschießen.
Smoky leidet seitdem unter permanenten Alpträumen und muss sich einer intensiven Behandlung beim Psychologen Dr. Hillstead unterziehen. Erst danach kann Smoky zu ihrem FBI-Team zurückkehren. Dazu gehören ihre attraktive Freundin Callie, der sanfte Riese Alan und der brillante, aber ihr gegenüber feindselig eingestellte James.
Eines Morgens erhalten sie die Mitteilung, dass Smokys alte Freundin Annie King in San Francisco brutal ermordet wurde. Nachdem die psychisch immer noch stark traumatisierte Agentin ihren Chef AD Jones überredet hat, sie zu den Ermittlungen zuzulassen, erfährt sie weitere grausame Details: Annies Tochter Bonnie war drei Tage lang an die Leiche ihrer Mutter gefesselt, die vor ihrem schrecklichen Tod eine Pornoseite im Internet betrieb. Außerdem finden sie einen Brief des Täters. Er nennt sich „Jack Junior“ und sieht sich in einer Blutlinie als Nachfolger von Jack the Ripper. Smoky soll in seiner kranken Vorstellung zu seinem Inspector Abberline werden.
Durch eine kognitive Befragung ihrer zuständigen Kollegin Jennifer Chang vom SFPD erhält Smoky Eindrücke vom Tatort und der Leiche. Annie wurde missbraucht, ermordet und ausgeweidet. Die Tochter Bonnie liegt aufgrund der schwerwiegenden Gewalterfahrung katatonisch und stumm im Krankenhaus. Der Computer-Experte Leo findet auf dem PC in der Wohnung ein bearbeitetes Video vom Mord. Als Smoky und James am Tatort versuchen, sich in den Täter hineinzuversetzen und auf einen sogenannten „schwarzen Zug“ aufzuspringen, finden sie unter dem Bett Fingerabdrücke und erkennen anhand eines Größenunterschiedes im Video, dass zwei Täter am Werk waren. In einem weiteren Brief verdeutlicht „Jack Junior“ Smoky, dass sich die Verbrecher direkt in ihrem Haus befanden. Dabei bringt er ihr die Erinnerung zurück, dass es die Agentin selbst war, die ihre Tochter Alexa selbst erschoss, als Sands sie als Schutzschild missbrauchte, und anschließend sogar auf ihre Kollegin Callie zielte.
Nach ihrer Rückkehr nach Los Angeles benutzt Smoky auf einem Schießstand erstmals wieder eine Pistole und kehrt vollständig in den Dienst zurück. Bonnie vertraut sie Elaina an, Alans an Darmkrebs erkrankter Ehefrau. In einer neuen Nachricht droht „Jack Junior“ dem gesamten FBI-Team. Wie ernst er es meint, zeigt sich schnell. Eine gefälschte Porno-Website führt Callie zu ihrer einst zur Adoption freigegebenen Tochter Marilyn Gale. Elaina erhält eine Krankenakte mit einer dramatischen Prognose bezüglich ihrer Heilungschancen, James’ tote Schwester Rosa wird ausgegraben und Leos Hund verliert seine Beine. Anschließend versendet „Jack Junior“ ein Video, in dem zu sehen ist, wie sein Handlanger Ronnie Barnes im Wahn mordet. Diese Tat ereignete sich zeitgleich von Sands brutalen Überfall auf Smokys Familie.
Einen Tag nach dem Video erhält das FBI ein Paket mit einem Glas, das nach „Jack Juniors“ Überzeugung den konservierten Uterus des Ripper-Opfers Annie Chapman enthält. Der Laborant Gene Sykes enttarnt den Inhalt jedoch als Rindfleisch. In dem Paket befindet sich eine CD mit einem Video, welches einen weiteren brutalen Mord zeigt. Über die Website des Opfers Charlotte Ross kann der Tatort lokalisiert werden, wo Smoky einen abgebrochenen Fingernagel mit zur DNA-Analyse geeigneten Blutspuren entdeckt. Der von Smoky engagierte Bodyguard Tommy Aguilera vom Secret Service findet einen Peilsender unter ihrem Auto und eine Wanze im Telefon. In der gleichen Nacht haben Smoky und Tommy Sex.
Am nächsten Tag spricht Smoky mit dem Profiler Dr. Child, der glaubt, dass „Jack Junior“ früh mit der Geschichte des Rippers konditioniert wurde und später selbst Mörder ausbildete. In den Fernsehnachrichten konfrontiert Smoky ihren Gegner mit dem Wissen über den wahren Inhalt des Glases. Leo ermittelt mit Hilfe von „Jack Juniors“ Benutzername im geschützten Mitgliederbereich einer Pornoseite vorzeitig das nächste geplante Opfer Leona Waters. In Waters Wohnung lockt das Team „Jacks“ Helfer in eine Falle. Gerade in dem Moment, als sie ihn gerade festgenommen haben, überfallen weitere Mörder Elaina und Bonnie. Callie wird bei der Rettungsaktion schwer verletzt und muss sich einer Notoperation unterziehen. Als das Team im Krankenhaus versammelt ist, meldet sich „Jack Junior“ telefonisch bei Smoky.
Alan erzwingt beim Verhör des in Waters Wohnung festgenommenen Robert Street einen Hinweis auf eine gewisse Renee Parker, die laut VICAP vor 25 Jahren in San Francisco nach dem gleichen Modus Operandi ermordet wurde. Dort berichtet der damals zuständige, inzwischen psychisch stark beeinträchtigte Polizist Don Rawlings den FBI-Ermittlern, dass er eine freundschaftliche Beziehung mit Renee hatte und beide ihre Vergangenheit gerade überwunden hatten, als der Mord geschah. Smoky und ihre Kollegen besuchen Patricia Connolly, die Mutter des damaligen Verdächtigen. Sie erzählt von schweren Misshandlungen durch ihren Gatten Keith, der oft mit seinem Sohn Peter in einem geheimen Keller aktiv war. Seitdem Peter seinen eigenen Vater tötete und fluchtartig das Haus verließ, verdrängte die Mutter die Erinnerungen an den Keller. Dort findet Smoky nun einen Raum, in dem Keith seinen Sohn in den neuen Ripper verwandelte.
Ein Tagebuch verrät den wahren Namen von „Jack Junior“. Es ist Peter Hillstead, der Therapeut, der Smoky in den Polizeidienst zurückbrachte, damit sie auf perverse Art und Weise sein Abberline werden konnte. Sobald das FBI-Team wieder in Los Angeles eintrifft, ruft Hillstead an und meldet, dass er Elaina und Bonnie in seiner Gewalt habe. Als Smoky ihn zuhause stellt, ergibt sich die gleiche Situation wie damals mit Sands, der ebenfalls von Hillstead engagiert worden war. Smoky gelingt es jedoch, Hillstead zu erschießen, ohne dabei Bonnie zu verletzen.

## Figuren
- Special Agent Smoky Barrett: Protagonistin der Geschichte. Smoky Barrett, Geburtsjahrgang 1968, ist eine 1,57 Meter große Person und von irischer Abstammung. Sie ist Kriminologin und FBI-Agentin, die sämtliche Disziplinen ihrer Laufbahn mit Bestnoten bestanden hat und als eine der besten Schützen des Landes gilt. 1995 wird ihre Tochter Alexa geboren. In ihrer Einheit gilt sie als besonders gnadenlose und verbissene Verfolgerin von Serientätern, der sie nahezu ihr gesamtes Privatleben opfert. Nachdem der Triebtäter Joseph Sands in ihr Haus eindringt, sie vergewaltigt und mit einem Messer entstellt, nachdem er ihren Ehemann Matt und ihre Tochter Alexa auf besonders grausame Weise umgebracht hat, verändert sich ihre Persönlichkeit. Sie ist deswegen in psychiatrischer Behandlung bei Dr. Peter Hillstead.

„Das Leben ist Rauch, und mein Name ist Smoky. Smoky Barrett. Der Tage an dem ich entscheide, ob ich wieder zu meiner Arbeit beim FBI zurückkehre oder ob ich nach Hause gehe, mir eine Pistole in den Mund stecke und mir das Gehirn wegblase.“

Ihr entstelltes Gesicht wird zu einem Synonym ihres Überlebenskampfes. Die Fahndung nach dem Serienmörder „Jack Junior“ wird zu einem privaten Rachefeldzug zu einer Art Besessenheit wird. Ihre Motivation erklärt sie selbst dadurch, dass sie durch ständige Bereitschaft bei der Aufklärung von Mordtaten, Menschenleben retten möchte.
- Callie Thorne: FBI-Agentin im Team um Smoky Barrett. Callie ist rothaarig und gilt als attraktiv. Ihr werden die Attribute “schockierend”, “krass”, “gefühllos”, dabei „unglaublich ehrlich“ und „brutal in ihrer Beobachtung“[3] zugeschrieben. Nachdem sich Smoky für sechs Monate in medizinische und psychiatrische Behandlung begibt, übernimmt sie die Leitung des CASMIRC-Teams in Los Angeles. Callie ist die Erste, die Smoky nach Sands Überfall auffindet und ihr das Leben rettet.

„Es war Callie, die mich nach meinem Kampf mit Joseph Sands gefunden hat. Ich war nackt und blutig und voll von Erbrochenem und schrie und weinte.“

- James Giron, genannt „Damien“ nach der Gestalt aus dem Film „Das Omen“, ist der dritte FBI-Agent im CASMIRC-Team. Der Doktor der Kriminologie ist der brillante Nerd der Gruppe, der mit seiner gefühlskalten und arroganten Art viele Leute vor den Kopf stößt. Er wie auch seine Chefin Smoky verfügen über die Gabe, sich in die kranke Seelenwelt der Triebtäter einzufühlen. Ein Prozess, den sie als den „schwarzen Zug“ bezeichnen. James hatte damals seine Schwester an einen Serienmörder verloren, der sie mit einem Schweißbrenner tötete.

- Annie King: Smokys beste Freundin aus der Schulzeit. Der ehemalige Cheerleader lebt in San Francisco und betreibt dort eine private pornografische Homepage. Sie wird das erste bekannte Opfer von „Jack Junior“, der mit seinem Kumpan in ihr Haus eindringt und sie nach stundenlangen Qualen auf sadistische Weise tötet.

„Es sind Kreaturen, die masturbieren, während sie menschliches Fleisch herunterschlingen, die ekstatisch stöhnen, wenn sie sich mit Fäkalien und Gehirnmasse einschmieren.“

Ihre unvorstellbaren Leiden werden per Video aufgezeichnet und später Smoky Barrett als CD mit dem Titel „Der Tod von Annie“ zukommen gelassen. Die einzige Überlebende des blutrünstigen Gemetzels ist ihre minderjährige Tochter Bonnie, die von Smoky in Obhut genommen wird.
- Charlotte Ross: das zweite Opfer von „Jack Junior“ und seinem Handlanger. Auch ihr Tod ist extrem grausam. Ihr werden in einer stundenlangen Prozedur tiefe Schnitte in die Haut eingeführt. Charlotte wird mehrfach vergewaltigt und immer wieder aus der Ohnmacht geholt, damit sie ihre Qualen bei vollem Bewusstsein erlebt. Sämtliche Organe werden der Frau entnommen und säuberlich in einer Reihe in Plastiktüten verstaut. Auch hier wird die Tat mit einer Mischung aus Leidenschaft und Raserei begangen. Für die Täter ist Charlotte nur eine „Internetprostituierte“, die es ihrer Meinung nach verdient hat, so qualvoll wie möglich, zu sterben. Wie bei Annie King (Rolling Stones: „Gimme Shelter“) wird auch diese Tat mit überlauter Musik (Beach Boys: „California Girls“) begleitet.

- Joseph Sands: Der erste Antagonist der Geschichte. Charakter und Persönlichkeit werden nicht näher beschrieben. Dafür trägt er übermenschliche Züge. Er tritt nur in Erscheinung, als er Smokys Familie auf bestialische Weise auslöscht und die FBI-Agentin mit dem Messer für immer im Gesicht entstellt. Im Fortgang der Geschichte taucht er immer wieder in Smokys Alpträumen auf. Sands ist Sadist, der sich an den Qualen seiner Opfer weidet. Er begeht seine Mordtaten in einem echsenartigen Kostüm (Dämonenanzug) und wird von Smoky erschossen.

„Ich fresse Seelen für mein Leben gern”, sagt er im Konversationston zu mir. “Es geht doch nichts darüber, etwas zu fressen, das eigentlich für den Himmel bestimmt war.“

- Peter Hillstead alias “Jack Junior”: Der „Schattenmann“. Die titelgebender Figur des Romans. Der attraktive Mann versteht es meisterhaft, mit seinem ausgeprägten Charme andere Menschen in seinen Bann zu schlagen. Er begleitet Smoky eine Zeitlang auf ihren psychotherapeutischen Sitzungen und gewinnt dabei ihr Vertrauen.

„Er heißt Peter Hillstead und ist vom Aussehen her so ziemlich das genaue Gegenteil vom Freud’schen Stereotyp. Er ist ungefähr eins achtzig groß, hat dunkles Haar, ein attraktives Modelgesicht und einen Körper, der mich bereits bei unserer ersten Begegnung erstaunt hat. Am beeindruckendsten sind jedoch seine Augen. Sie sind von einem derart leuchtenden Blau, wie ich es vorher noch nie bei jemand Brünetten gesehen habe.“

Erst gegen Ende der Geschichte, während eines Besuches der FBI-Agenten bei seiner Mutter Patricia Conolly, offenbart sich sein zweites Gesicht. Es stellt sich heraus, dass er der Sohn des Soziopathen Keith Hillstead ist, der sich als legitimen Nachfahren des Londoner Frauenmörder Jack the Ripper, gesehen hatte. Seine Ehefrau Patricia, die er seit der Hochzeitsnacht über mehrere Jahre missbraucht, vergewaltigt und körperlich misshandelt hatte, diente ihm lediglich als „Gebärmaschine“, um ihn einen Sohn zu schenken. Keith erzog seinen Sohn, lange Zeit ohne das Wissen seiner Mutter, in der Abgeschiedenheit eines verschlossenen Kellers zu einem psychopathischen Frauenhasser und sadistischen Mörder, der Gefallen an den Leiden seiner Opfer findet. Als Leitfaden seiner abnormen Erziehung dienen ihm unter anderem, die, auf einer Wand im abgeriegelten Kellerraum festgehaltenen, „Gebote des Rippers“, welche ihnen als „Blutlinie der Jäger“ gegenüber den gemeinen Menschen, dem „Vieh“ ein Überlegenheitsgefühl geben sollte. Es sei ihre Pflicht, Huren auf möglichst grausame Weise zu töten, um die Menschheit von diesen „Pestbeulen“ zu säubern.

„4. Du darfst keine Schuldgefühle haben, wenn du angesichts der Ermordung einer Hure thriumphierst. Du entstammst einer alten Linie, und du bist Fleischfresser. Dein Blutdurst ist etwas Natürliches.“

Der junge Peter tötet seinen Vater, als dieser versucht seine Mutter zu ermorden. Danach verschwindet er aus ihrem Blickfeld und beginnt eine bürgerliche Existenz, ohne jedoch sein brutales Doppelleben aufzugeben. Es gelingt ihm, zahlreiche Jünger für die Auslebung seiner perversen Triebe zu finden. Ronnie Barnes und Robert Street werden zu seinen Gehilfen, welche die Mordtaten gemeinsam ausüben. Doch sein Hauptziel sind nicht die Prostituierten, die er umbringt, sondern Smoky Barrett, deren Leben er vollständig vernichten will, indem er alles tötet, was sie liebt.

## Rezensionen
Jörg Kijanski von krimi-couch.de meint, dass die „Darstellung der einzelnen Misshandlungen [...] nicht nur hart an die Schmerzgrenze, sondern eindeutig darüber hinaus“ gehe, was allerdings durch Tempobrüche abgemildert werde. „Der Plot ist spannend, der Schreibstil trotz einiger kleiner Längen absolut treibend und die Ermittler und deren Umfeld werden mit viel Liebe zum Detail mit Leben gefüllt. Hohe Atmosphäre garantiert.“
David Sassir lobt bei academicworld.net den Schreibstil, durch den „ein Kopfkino an Bildern beim Leser in Gang gesetzt [wird], das ihn in das unheimliche Gefühl versetzt, selbst am Geschehen teilzuhaben“. Für ihn ist der Roman „ein gelungener Thriller mit der richtigen Mischung aus Grauen, Nervenkitzel und kriminologischer Verbrecherjagd“.
Der Rezensent bei leserschwert.at erkennt ein typisches „Genre-Ensemble“ im Stil der Geschichten um Hannibal Lecter und beschreibt ein sehr hohes „Tempo [...], das einem sogar den Angstschweiß hinter den Ohren trocknet“. Deshalb empfiehlt er, „dieses Buch außerhalb der Reichweite von Nervenschwächlingen aufzubewahren“.

## Ausgaben
- Cody McFadyen: Shadow Man. Charnwood Books, Leicester 2006, ISBN 1-84617-540-2.
- Cody McFadyen: Die Blutlinie. Thriller („Shadow Man“). Bastei Lübbe, Bergisch Gladbach 2008, ISBN 978-3-404-15853-9.
- Cody McFadyen: Die Blutlinie. Hörbuch („Shadow Man“). Lübbe Audio, Bergisch Gladbach 2006, ISBN 978-3-7857-3207-6 (6 CDs; gelesen von Franziska Pigulla).